# 里奇-克雷蒂安望远镜
里奇-克雷蒂安望遠鏡（RCT,  telescope）是專業的卡塞格林望遠鏡（Cassegrain），被設計用來消除彗形像差，與常規的配置比較，相對地能提供更大的視野。RCT的主鏡和次鏡都是雙曲面鏡，是在1910年代早期由美國天文學家喬治·威利斯·里奇和法國天文學家亨利·雅克·克雷蒂安發明的。里奇在1927年率先建造出一架口徑0.5米的RCT，第二架也是里奇在美國海軍天文臺（United States Naval Observatory）製造的一米RCT。

## 簡介

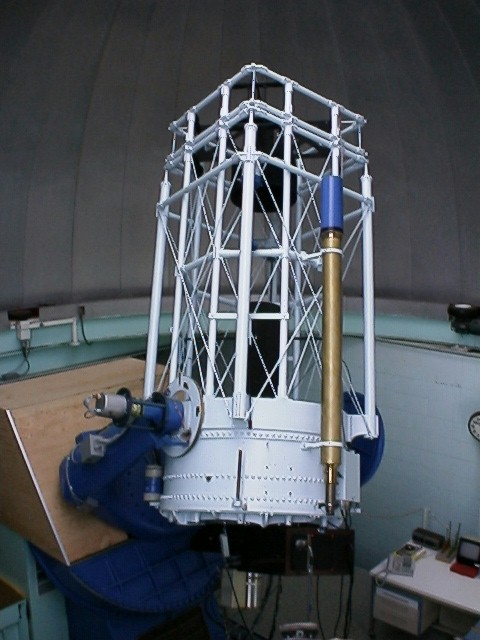
一台40英寸（1米）的里奇-克雷蒂安望遠鏡

里奇-克雷蒂安的設計可以消除第三階的彗形像差和球面像差，但是他仍有第五階的彗形像差，一些大角度的像散和比較嚴重的視場彎曲（Rutten，67）。當在對焦的中途，在縱分和正切的對焦面上星點會成為圓圈，使RCT非常適合從事廣視野和攝影的觀測。和使用其他卡塞格林裝置的反射鏡比較，在給定的焦長下，RCT有非常短的鏡筒組合和緊密的設計。RCT也提供良好的離軸光學性能，但是歸咎於製做雙曲線鏡面的高價格，里奇-克雷蒂安式的裝置只能在高性能的專業望遠鏡上看到。

作用原理

## 公式
里奇-克雷蒂安望遠鏡的兩面雙曲線鏡的曲率可以利用下面的公式來描述相互的關聯性：
{\displaystyle C_{1}={\frac {(B-F)}{2DF}}}
{\displaystyle C_{2}={\frac {(B+D-F)}{2DB}}}
此處：
- C1和C2是主鏡和次鏡相對的史瓦西（Schwarzschild）變形係數，
- F是整個系統的有效焦長。
- B 是後焦長，或是次鏡至焦點的距離。
- D是兩個鏡面間的距離。

適當的選擇B、D和F，可以製作出任何規格的RCT裝置（Smith，479）。 
用業餘的望遠鏡製造設備或是實驗室等級的加工廠，很難測量出雙曲面鏡的曲率，因此，舊形的望遠鏡在佈局上占有應用的優勢。然而，專業的光學儀器製造者和大的研究小組可以使用干涉儀來測試鏡片，無論如何，附加不適合量產的里奇-克雷蒂安式的裝置的設備就會成為贏得合約的利器。

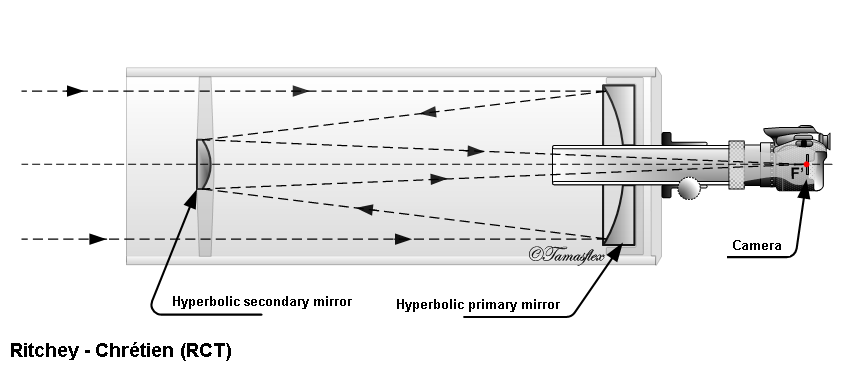
实例

## 大型里奇-克雷蒂安望遠鏡的部份列表
- 美國夏威夷凱克天文台（W. M. Keck Observatory）的兩架10米鏡。
- 在智利由4架8.2米組成的甚大望遠鏡（VLT）。
- 位於夏威夷與智利雙子星天文台（Gemini Observatory）兩架8米鏡的組合。
- 位於穆查丘斯罗克天文台（Roque de los Muchachos Observatory）的 10.4米加那利大型望远镜
- 美國夏威夷毛納基山天文台（Mauna Kea Observatory） 8.2米的昴星团望远镜（Subaru telescope）。
- 目前仍在環繞地球的軌道上工作的2.4米哈伯太空望遠鏡。
- 3.5米的赫歇爾太空望遠鏡（Herschel Space Observatory）。
- 美國亞利桑納州基特峰国立天文台（Kitt Peak National Observatory）3.5米的WIYN望遠鏡。
- 保加利亞羅真天文台的2米望遠鏡
- 台灣鹿林天文台建設中的2米望遠鏡

里奇曾打算將200吋的海爾望遠鏡建造成RCT，它的設計將能在更大的可用視野上提供清晰的影像。但是他和海爾之間有落差，複雜的曲率半徑使海爾拒絕採用新的設計，而里奇也離開了這個計畫。